# Сокол (город)
Со́кол — город в Вологодской области России. Административный центр Сокольского района, образует городское поселение город Сокол.
Население — 34 298 чел. (2023). Город является третьим по численности населения в Вологодской области, хотя почти в 10 раз уступает Вологде и Череповцу.
Образует городское поселение город Сокол.
День города — 12 июня.

## География
Сокол расположен в 35 км к северу от Вологды на пересечении трёх важнейших транспортных артерий: Северной железной дороги, реки Сухоны и автомагистрали М8.

## История
В документе 1615 года на месте современного города упоминается деревня Соколово, название которой образовано от прозвищного личного имени Сокол, очень распространённого в XVI—XVII веках.
В 1897 году при деревне началось строительство бумажной фабрики, которая по деревне и получила название «Сокол»; то же название получил и фабричный посёлок. По переписи 17 декабря 1926 года население фабрично-заводского посёлка Сокол составляло 5936 человек.
2 марта 1932 года постановлением Президиума ВЦИК посёлок был преобразован в город Сокол. В черту города были включены прилегающие деревни Карпово, Медведево-Пустошное и Соколово Сокольского сельсовета, станция Сухона с Сухонским посёлком Свердловского сельсовета. 1 июня 1932 года в черту города включены завод Свердлова с посёлком (Печаткино), лесопильный завод № 40 с поселком (Малютино), лесопогрузочный пункт Севлеспрома с железнодорожной веткой, завод по выработке сгущённого молока с пионерским посёлком, село Воскресенье, деревни Бердинка, Енца, Пирогово, Лещёвка, Россоха, Анциферовка, Шатенево и Овсецово.
21 сентября 2000 года решением № 373 Совета самоуправления Сокольского муниципального района утверждён герб Сокольского района и города Сокол. Автор герба: О. Свириденко.
В 2010 году Сокол, остающийся крупным центром деревоперерабатывающей и целлюлозно-бумажной промышленности, вошёл в первую тройку моногородов, на реализацию проектов развития которых были выделены средства из федерального бюджета; это позволило, в частности, построить в 2012—2017 годах новый комбинат по производству фанеры на территории индустриального парка «Сокол».
Распоряжением Правительства РФ от 29 июля 2014 года № 1398-р «Об утверждении перечня моногородов» городское поселение город Сокол включено в категорию «Монопрофильные муниципальные образования Российской Федерации (моногорода), в которых имеются риски ухудшения социально-экономического положения».

## Население
| 1931    | 1939    | 1959    | 1967    | 1970    | 1979    | 1989    | 1992    | 1996    |
| ------- | ------- | ------- | ------- | ------- | ------- | ------- | ------- | ------- |
| 15 100  | ↗29 800 | ↗41 709 | ↗50 000 | ↘48 253 | ↘45 296 | ↗46 604 | ↗46 700 | ↘46 200 |
| 1998    | 2002    | 2003    | 2005    | 2006    | 2007    | 2008    | 2009    | 2010    |
| ↘45 300 | ↘43 042 | ↘43 000 | ↘41 700 | ↘41 200 | ↘40 900 | ↘40 700 | ↘40 536 | ↘37 233 |
| 2011    | 2012    | 2013    | 2014    | 2015    | 2016    | 2017    | 2018    | 2019    |
| ↗38 500 | ↘38 062 | ↘37 898 | ↘37 723 | ↘37 562 | ↘37 391 | ↘37 191 | ↘36 924 | ↘36 668 |
| 2020    | 2021    | 2023    |         |         |         |         |         |         |
| ↘36 433 | ↘34 742 | ↘34 298 |         |         |         |         |         |         |

На 1 января 2025 года по численности населения город находился на 452-м месте из 1124 городов Российской Федерации.

## Промышленность
Город Сокол — крупнейший в Вологодской области центр деревообрабатывающей промышленности, производящий целлюлозу, бумагу различных сортов, пиломатериалы, древесную муку, детали домов, твёрдую и мягкую древесноволокнистую плиту, фанерную тару, строительный кирпич, мебель. В 2021 году запущен первый в России завод по производству деревянных CLT-панелей.

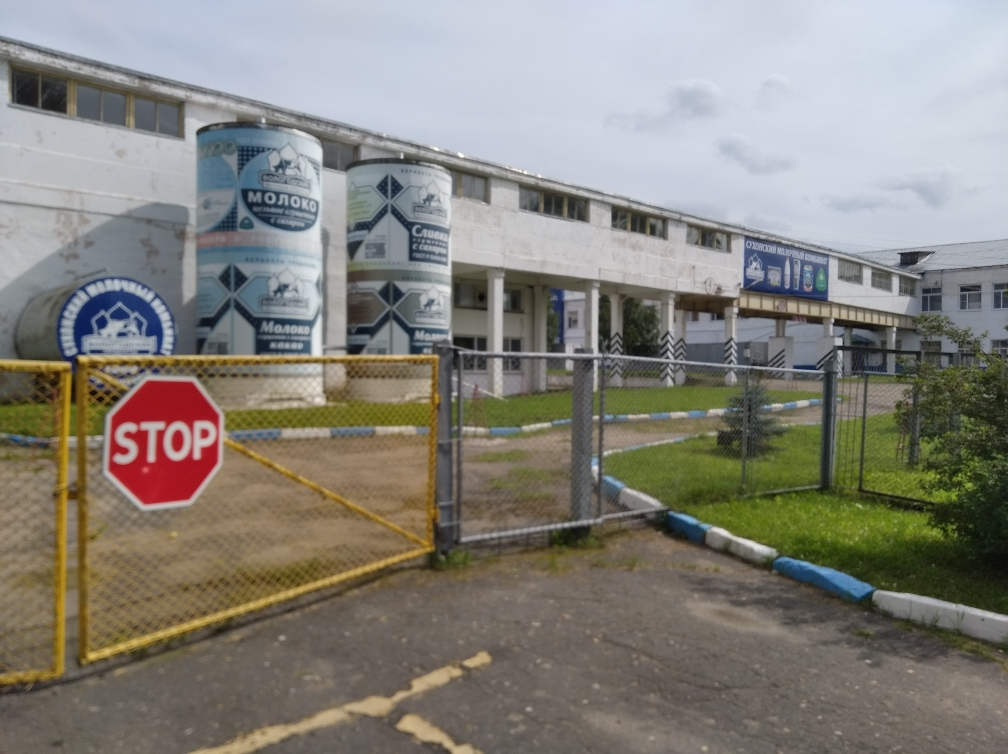
Сухонский молочный комбинат

Основные предприятия города (и одни из крупнейших в районе):
- Сухонский картонно-бумажный комбинат (тароупаковочные виды бумаги, ТДВП);
- Сокольский целлюлозно-бумажный комбинат (бумага, целлюлоза);
- Сокольский деревообрабатывающий комбинат (деревянные дома, оконные и дверные блоки, цементно-стружечные плиты и др.);
- Сухонский молочный комбинат;
- Сокольский мясокомбинат.

## Климат
| Показатель                            | Янв.  | Фев.  | Март | Апр. | Май | Июнь | Июль | Авг. | Сен. | Окт. | Нояб. | Дек.  | Год |
| ------------------------------------- | ----- | ----- | ---- | ---- | --- | ---- | ---- | ---- | ---- | ---- | ----- | ----- | --- |
| Средняя температура, °C               | −11,4 | −10,5 | −5,4 | 1,9  | 9,8 | 15,6 | 17,9 | 14,9 | 9,4  | 2,8  | −6    | −10,2 | 2,5 |
| Источник: NASA. База данных RETScreen |       |       |      |      |     |      |      |      |      |      |       |       |     |

## Транспорт

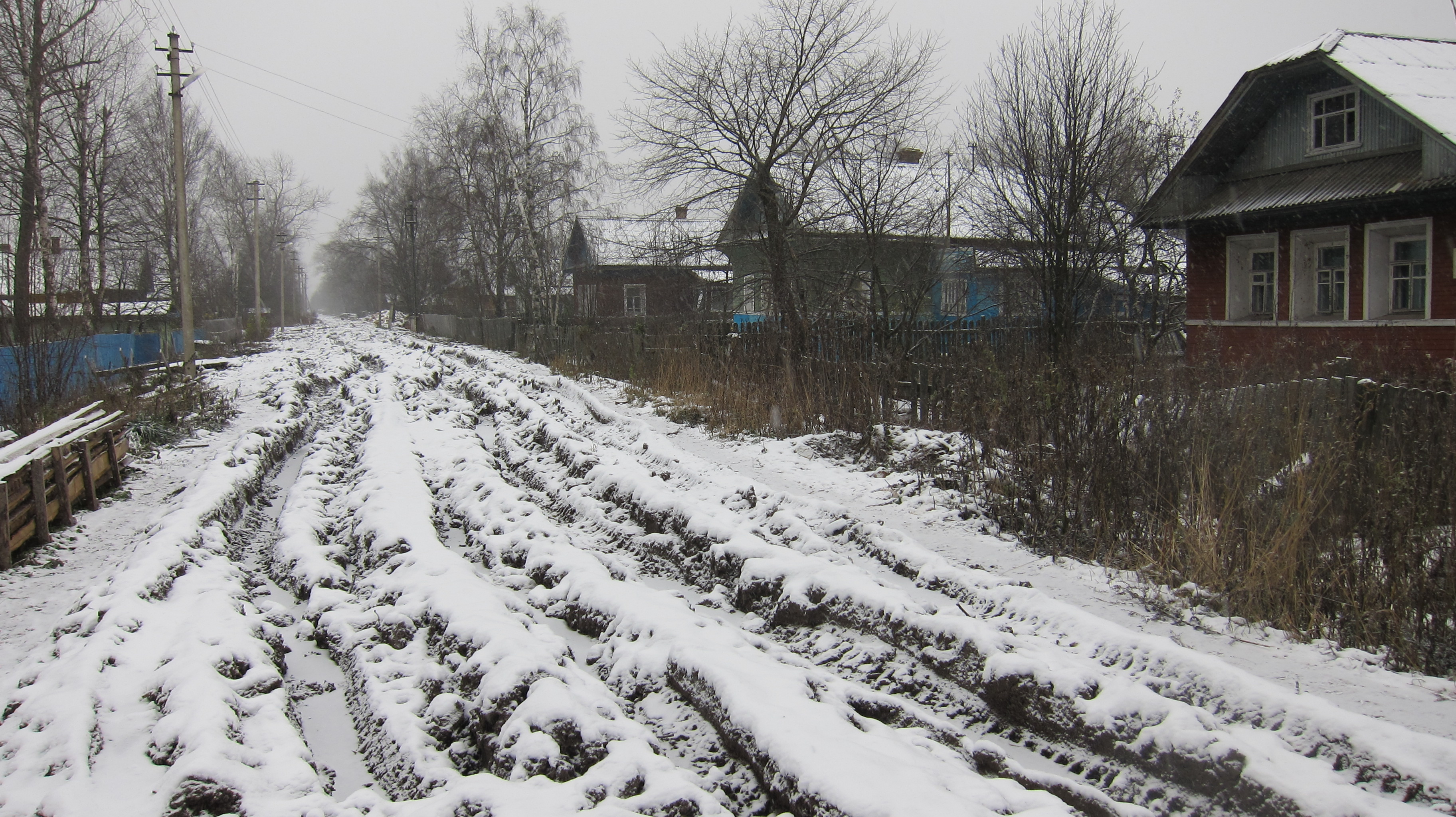
Улица Ворошилова

В городе расположена железнодорожная станция Сухона Северной железной дороги, речной порт Сокол. Междугородними автобусными маршрутами Сокол напрямую связан с Вологдой и с поселениями Сокольского района. Внутригородское сообщение представлено шестью маршрутами, обслуживаемыми автобусами. Также действует служба такси.
В городе Сокол 170 улиц и 18 переулков. Главная улица — ул. Советская.

## Связь
В 2003 г. в городе Сокол внедрена новая электронная автоматическая телефонная станция на 9500 номеров. Введена АТС беспроводного доступа DECT на 300 номеров. Оператор фиксированной связи — «Ростелеком».
Абонентам предоставляются услуги широкополосного доступа в Интернет, в том числе по технологии PON.
В Соколе работают операторы сотовой связи: БиЛайн, МТС, МегаФон, TELE2, YOTA.

## Образование
В городе работают 16 дошкольных учреждений, 7 общеобразовательных школ, два учреждения среднего профессионального образования: Сокольский лесопромышленный политехнический техникум (СЛПТ) и старейший в области Сокольский педагогический колледж (СПК).
3 ноября 2006 года в Соколе открыта Вологодская областная кадетская школа-интернат имени Белозерского полка.

## Культура
В городе Сокол расположены библиотека (1 центральная и 7 филиалов в разных районах города), Детская школа искусств, Дворец культуры «Сухонский», Центр народной культуры и художественных ремёсел, Дом культуры «Солдек». Работает кинотеатр «Киномир».
Существуют историко-краеведческий музей и музей бумаги.
С 2007 г. в Соколе функционирует бюджетное учреждение по работе с детьми и молодёжью районный центр «Молодёжные инициативные группы». На его базе работают Клуб исторической реконструкции, компьютерный клуб с доступом в Интернет, бильярд.

## Религия
Преобладающей религией в Соколе и Сокольском районе является православие.
В городе расположены православные храмы Вознесения Господня (построен в 1997 г.) и св. Иоанна Кронштадского (2015 г.).
Значительная часть верующих является прихожанами храма пророка Илии (Ильинско-Засодимской церкви) в селе Погост Ильинский, храма Святого Духа в селе Архангельское, вологодских храмов.
Также в городе действуют другие религиозные объединения:
- Церковь христиан Веры Евангельской «Дом Горшечника»
- Северо-Западное объединение Церкви Христиан-Адвентистов Седьмого Дня
- Церковь Евангельских христиан-баптистов (МСЦ)

## Спорт
В городе расположены два стадиона — «Сокольский» и «Сухонский». Работают детско-юношеская спортивная школа, тренажёрные залы, бассейн. Также существуют два физкультурно-оздоровительных центра — в микрорайоне ЛДК и в центре, при Сокольском ЦБК. При стадионе «Сокольский» действуют секции бокса и вольной борьбы. В 2022 году открыт ледовый дворец с крытым катком и фитнес-залом.

## СМИ
- Газета «Сокольская правда» (5600 экз.)
- Радио «Сокол» (280 мин. в неделю)
- ТВ-Сокол (200 мин. в неделю)

## Люди, связанные с городом
- Кудрявцев, Игорь Николаевич (род. 1944) — русский советский поэт.

## Архитектура и достопримечательности
| Фото | Достопримечательность                                                                                                  |
|      | Зенитное орудие С-60 установлено в память зенитчиков защищавших город в годы войны. Памятник открыт 22 июня 2018 года. |
|      | Памятник Героям Советского Союза С. Н. Орешкову и Н. В. Мамонову. Памятник открыт 7 мая 1970 года.                     |

В городе построены первые в России многоквартирные дома из CLT-панелей.

## Галерея

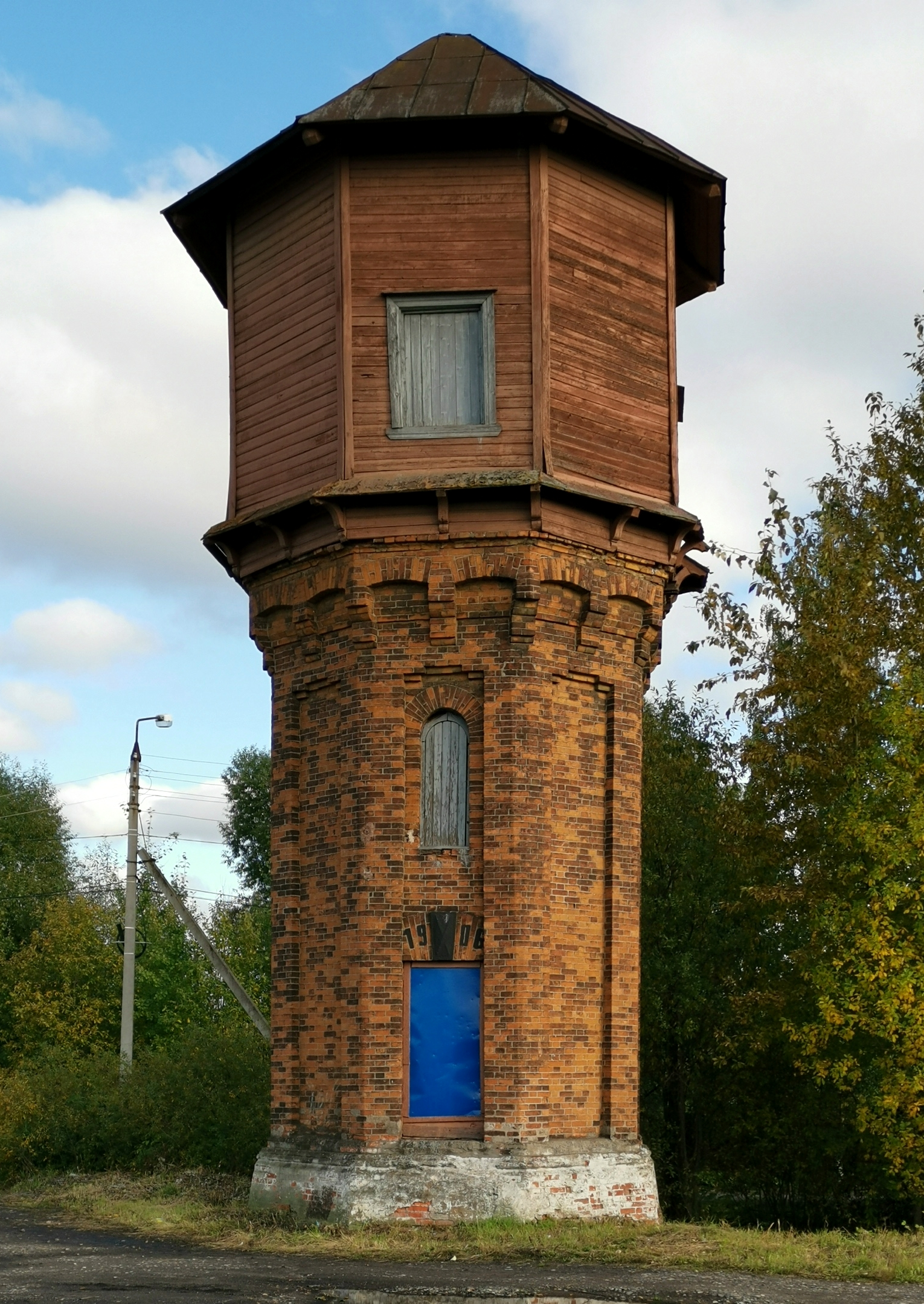
Водонапорная башня на железнодорожной станции Сухона

## Города-побратимы
- Валкеакоски (Финляндия)
- Тутаев (Ярославская область, Россия)